# Ice Challenge de 2015
Ice Challenge de 2015 (também conhecido por Leo Scheu Memorial de 2015) foi a quadragésima segunda edição do Ice Challenge, um evento anual de patinação artística no gelo, e que fez parte do Challenger Series de 2015–16. A competição foi disputada entre os dias 27 de outubro e 31 de outubro, na cidade de Graz, Áustria.

## Eventos
- Individual masculino
- Individual feminino
- Duplas
- Dança no gelo

## Medalhistas
| Evento                        | Ouro                                            | Prata                                       | Bronze                                        |
| Individual masculino detalhes | Artur Dmitriev Jr. · Rússia                     | Jason Brown · Estados Unidos                | Mikhail Kolyada · Rússia                      |
| Individual feminino detalhes  | Mirai Nagasu · Estados Unidos                   | Maria Artemieva · Rússia                    | Tyler Pierce · Estados Unidos                 |
| Duplas detalhes               | Alexa Scimeca · Chris Knierim · Rússia          | Mari Vartmann · Aaron Van Cleave · Alemanha | Nicole Della Monica · Matteo Guarise · Itália |
| Dança no gelo detalhes        | Danielle Thomas · Daniel Eaton · Estados Unidos | Misato Komatsubara · Andrea Fabbri · Itália | Olesia Karmi · Max Lindholm · Finlândia       |

## Resultados

### Individual masculino
| Pos.              | Nome                 | Nacionalidade    | Pontos | PC         | PL          |
| ----------------- | -------------------- | ---------------- | ------ | ---------- | ----------- |
| Medalha de ouro   | Artur Dmitriev Jr.   | Rússia           | 247.57 | 84.46 (2)  | 163.11 (2)  |
| Medalha de prata  | Jason Brown          | Estados Unidos   | 240.65 | 85.29 (1)  | 155.36 (4)  |
| Medalha de bronze | Mikhail Kolyada      | Rússia           | 239.77 | 74.86 (3)  | 164.91 (1)  |
| 4                 | Jorik Hendrickx      | Bélgica          | 233.47 | 74.55 (4)  | 158.92 (3)  |
| 5                 | Anton Shulepov       | Rússia           | 215.01 | 74.16 (5)  | 140.85 (5)  |
| 6                 | Phillip Harris       | Reino Unido      | 183.33 | 65.93 (6)  | 117.40 (6)  |
| 7                 | Jordan Moeller       | Estados Unidos   | 178.21 | 63.50 (7)  | 114.71 (9)  |
| 8                 | Stephane Walker      | Suíça            | 175.44 | 60.39 (8)  | 115.05 (8)  |
| 9                 | Jiri Belohradsky     | República Tcheca | 167.55 | 54.71 (9)  | 112.84 (10) |
| 10                | Anton Kempf          | Alemanha         | 163.69 | 47.28 (12) | 116.41 (7)  |
| 11                | Adrien Bannister     | Itália           | 153.42 | 53.41 (10) | 100.01 (11) |
| 12                | Mario-Rafael Ionian  | Áustria          | 137.12 | 43.77 (14) | 93.35 (12)  |
| 13                | Viktor Zubik         | Finlândia        | 134.54 | 44.69 (13) | 89.85 (13)  |
| 14                | Alessandro Fadini    | Itália           | 131.10 | 47.83 (11) | 83.27 (14)  |
| 15                | Manuel Koll          | Áustria          | 113.09 | 37.11 (15) | 75.98 (15)  |
| 16                | Simon-Gabriel Ionian | Áustria          | 95.71  | 29.98 (16) | 65.73 (16)  |
| WD                | Petr Kotlarik        | República Tcheca | —      | — (WD)     |             |

### Individual feminino
| Pos.              | Nome                   | Nacionalidade        | Pontos | PC         | PL         |
| ----------------- | ---------------------- | -------------------- | ------ | ---------- | ---------- |
| Medalha de ouro   | Mirai Nagasu           | Estados Unidos       | 169.38 | 57.85 (2)  | 111.53 (1) |
| Medalha de prata  | Maria Artemieva        | Rússia               | 166.81 | 57.49 (3)  | 109.32 (2) |
| Medalha de bronze | Tyler Pierce           | Estados Unidos       | 162.69 | 58.47 (1)  | 104.22 (3) |
| 4                 | Serafima Sakhanovich   | Rússia               | 157.73 | 54.39 (5)  | 103.34 (4) |
| 5                 | Ivett Toth             | Hungria              | 150.15 | 54.89 (4)  | 95.26 (5)  |
| 6                 | Anna Duskova           | República Tcheca     | 142.23 | 53.83 (6)  | 88.40 (9)  |
| 7                 | Kailani Craine         | Austrália            | 141.59 | 49.70 (8)  | 91.89 (6)  |
| 8                 | Lutricia Bock          | Alemanha             | 141.07 | 50.14 (7)  | 90.93 (7)  |
| 9                 | Dasa Grm               | Eslovênia            | 134.35 | 44.94 (12) | 89.41 (8)  |
| 10                | Nathalie Weinzierl     | Alemanha             | 128.49 | 47.73 (9)  | 80.76 (11) |
| 11                | Aimee Buchanan         | Israel               | 122.83 | 45.07 (11) | 77.76 (13) |
| 12                | Sara Casella           | Itália               | 120.75 | 38.49 (19) | 82.26 (10) |
| 13                | Elizaveta Ukolova      | República Tcheca     | 118.65 | 42.62 (13) | 76.03 (15) |
| 14                | Fruzsina Medgyesi      | Hungria              | 118.47 | 47.32 (10) | 71.15 (17) |
| 15                | Emilia Toikkanen       | Finlândia            | 115.15 | 40.58 (16) | 74.57 (16) |
| 16                | Camilla Gjersem        | Noruega              | 114.71 | 36.55 (21) | 78.16 (12) |
| 17                | Inga Januleviciute     | Lituânia             | 112.55 | 35.23 (22) | 77.32 (14) |
| 18                | Gerli Liinamäe         | Estônia              | 109.17 | 40.45 (17) | 68.72 (18) |
| 19                | Matilde Gianocca       | Suíça                | 106.02 | 37.69 (20) | 68.33 (19) |
| 20                | Sara Falotico          | Itália               | 104.72 | 40.84 (15) | 63.88 (20) |
| 21                | Nelma Hede             | Finlândia            | 103.65 | 42.10 (14) | 61.55 (21) |
| 22                | Nina Larissa Wolfslast | Áustria              | 92.42  | 31.40 (23) | 61.02 (22) |
| 23                | Christina Grill        | Áustria              | 85.43  | 27.94 (24) | 57.49 (23) |
| 24                | Ines Wohlmuth          | Áustria              | 76.62  | 22.11 (25) | 54.51 (24) |
| 25                | Arijana Tirak          | Bósnia e Herzegovina | 45.47  | 15.54 (26) | 29.93 (25) |
| WD                | Loena Hendrickx        | Bélgica              | —      | 39.92 (18) | — (WD)     |

### Duplas
| Pos.              | Nome                                 | Nacionalidade   | Pontos | PC        | PL         |
| ----------------- | ------------------------------------ | --------------- | ------ | --------- | ---------- |
| Medalha de ouro   | Alexa Scimeca / Chris Knierim        | Estados Unidos  | 189.28 | 68.74 (1) | 120.54 (1) |
| Medalha de prata  | Mari Vartmann / Ruben Blommaert      | Alemanha        | 155.62 | 56.38 (3) | 99.24 (2)  |
| Medalha de bronze | Nicole Della Monica / Matteo Guarise | Itália          | 154.78 | 58.34 (2) | 96.44 (4)  |
| 4                 | Jessica Calalang / Zack Sidhu        | Estados Unidos  | 150.96 | 52.58 (4) | 98.38 (3)  |
| 5                 | Ryom Tae-ok / Kim Ju-sik             | Coreia do Norte | 132.18 | 44.16 (5) | 88.02 (5)  |

### Dança no gelo
| Pos.              | Nome                                   | Nacionalidade  | Pontos | DC        | DL        |
| ----------------- | -------------------------------------- | -------------- | ------ | --------- | --------- |
| Medalha de ouro   | Danielle Thomas / Daniel Eaton         | Estados Unidos | 132.44 | 52.34 (1) | 80.10 (1) |
| Medalha de prata  | Misato Komatsubara / Andrea Fabbri     | Itália         | 126.66 | 51.76 (2) | 74.90 (3) |
| Medalha de bronze | Olesia Karmi / Max Lindholm            | Finlândia      | 124.26 | 49.32 (4) | 74.94 (2) |
| 4                 | Barbora Silna / Juri Kurakin           | Áustria        | 123.60 | 51.08 (3) | 72.52 (4) |
| 5                 | Min Yura / Alexander Gamelin           | Coreia do Sul  | 107.76 | 40.48 (6) | 67.28 (5) |
| 6                 | Tina Garabedian / Simon Proulx-Senecal | Armênia        | 102.54 | 39.90 (7) | 62.64 (6) |
| 7                 | Jasmine Tessari / Francesco Fioretti   | Itália         | 97.16  | 41.12 (5) | 56.04 (7) |

## Quadro de medalhas
| Ordem | País           | Medalha de ouro | Medalha de prata | Medalha de bronze |    | Ordem por total |
| ----- | -------------- | --------------- | ---------------- | ----------------- | -- | --------------- |
| 1     | Estados Unidos | 2               | 1                | 1                 | 4  | 1               |
| 1     | Rússia         | 2               | 1                | 1                 | 4  | 1               |
| 3     | Itália         |                 | 1                | 1                 | 2  | 3               |
| 4     | Alemanha       |                 | 1                |                   | 1  | 4               |
| 5     | Finlândia      |                 |                  | 1                 | 1  | 4               |
| TOTAL | TOTAL          | 4               | 4                | 4                 | 12 | —               |